# کامل پاشا
کامل پاشا (ترکی عثمانی: محمد کامل پاشا مصری زاده؛ ۱۸۳۳ – ۱۴ نوامبر ۱۹۱۳ (۸۰ سالگی)) سیاست‌مدار اهل امپراتوری عثمانی بود.